# روسلان فدوتنکو
روسلان فدوتنکو (اوکراینی: Руслан Вікторович Федотенко؛ زادهٔ ۱۸ ژانویهٔ ۱۹۷۹) بازیکن هاکی روی یخ اهل اوکراین است.
وی همچنین برندهٔ جوایزی همچون جام استنلی شده‌است.
از باشگاه‌هایی که در آن بازی کرده‌است می‌توان به فیلادلفیا فلایرز، تمپا بی لایتنینگ، و نیویورک رنجرز اشاره کرد.